# موراي أشبي
موراي أشبي (بالإنجليزية: Murray Ashby) هو مجدف نيوزيلندي، ولد في 12 مايو 1931، وتوفي في 18 نوفمبر 1990.

## روابط خارجية
- موراي أشبي على موقع اتحاد ألعاب الكومنولث (مؤرشف) (الإنجليزية)